# جوليان سكوت (ملحن)
جوليان سكوت (بالإنجليزية: Julian Scott)‏ هو ملحن بريطاني، ولد في 30 أغسطس 1956.

## وصلات خارجية
- الموقع الرسمي
- جوليان سكوت على موقع IMDb (الإنجليزية)